# Wojciech Łoś (zm. 1716)
Wojciech Łoś herbu Dąbrowa (zm. w 1716 roku) – chorąży sanocki w latach 1713-1716, podstarości lwowski w latach 1698-1716, podstoli lwowski w latach 1692-1713, pisarz grodzki lwowski w latach 1688-1697, komornik graniczny lwowski w latach 1686-1712, sędzia kapturowy ziemi lwowskiej w 1696 roku.
Poseł na sejm 1701 roku i sejm z limity 1701-1702 roku z ziemi lwowskiej. 
Był członkiem konfederacji sandomierskiej 1704 roku.
Do jego posiadłości należało miasto Tłuste na Podolu. Jego żona, Joanna Łosiowa, ufundowała tu w 1717 r. parafię rzymskokatolicką, a następnie murowany kościół pw. św. Anny.